# Peppermint twist
Peppermint twist è il terzo album in studio di Adriano Celentano, pubblicato dalla Jolly nel 1962.

## Storia
A fine 1961, dopo il ritorno dal servizio militare, Celentano deposita a Milano i documenti di fondazione della sua casa discografica, il Clan Celentano; nella primavera del 1962, ormai in disaccordo con tutte le proposte e le operazioni commerciali di Guertler, lascia la Jolly e pubblica a maggio il suo primo singolo, Stai lontana da me/Amami e Baciami/Sei rimasta sola (catalogo Clan Celentano ACC 24001) con la propria etichetta.
Contemporaneamente, nelle more della controversia legale derivante dall'utilizzo dei diritti legati alle registrazioni, la Jolly continua a pubblicare i brani registrati precedentemente da Celentano e che erano ancora inediti.
Quindi, sia questo album che il successivo, A New Orleans, sono raccolte di brani già editi come singoli a 45 giri oppure in altri album. Tre sono gli inediti sull'album (pubblicati comunque in precedenza come singoli): Così no, La gatta che scotta (testo di Tata Giacobetti del Quartetto Cetra) e il brano che intitola l'album Peppermin twist, cover del successo di Joey Dee and The Starliters (singolo e album Doin' the Twist at the Peppermint Lounge del 1961, omaggio all'omonimo locale di New York dove nacque il famoso ballo).
Anche in questo disco tutte le canzoni sono arrangiate dal maestro Giulio Libano, che dirige la sua orchestra.
Come i precedenti, verrà ristampato dalla Jolly in svariate serie economiche. Del 1995 la versione in CD della Mercury Records (catalogo 526 885-2) allegata alla rivista Raro!. Nel 2013 l'album originale è stato ripubblicato dalla Jolly in edizione limitata su LP in vinile colorato (blu e lime chiaro) da 180 grammi (catalogo 8 00488 3 21530 8).

## Copertina
La copertina raffigura Celentano con la chitarra a tracolla in basso a destra, mentre il titolo occupa tutta la parte centrale.

## Tracce
L'anno indicato è quello di pubblicazione del singolo. Durate dei brani riportate dalla copertina di LPJ 5021.
Lato A
1. Peppermint Twist (Peppermint Twist) – 2:25 (testo: Miki Del Prete, Pinchi – musica: Joey Dee, Henry Glover) – 1962
2. La gatta che scotta – 2:10 (testo: Tata Giacobetti – musica: Gorni Kramer) – 1960
3. Blue Jeans Rock – 2:00 (testo: Piero Vivarelli, Lucio Fulci – musica: Ezio Leoni) – 1960
4. Pitagora – 1:45 (testo: Luciano Beretta – musica: Piero Soffici) – 1960
5. Desidero te – 1:55 (testo: Luciano Beretta – musica: Ezio Leoni) – 1959
6. Rock matto – 1:45 (testo: Piero Vivarelli, Lucio Fulci – musica: Giulio Libano) – 1960
7. Impazzivo per te – 2:00 (testo: Miki Del Prete – musica: Adriano Celentano, Ezio Leoni) – 1960

Lato B
1. Così no – 2:05 (testo: Vito Pallavicini – musica: Filippo 'Phil' Nicoli, Mario Migliardi) – 1960
2. Il ribelle – 2:20 (testo: Gian Carlo Testoni – musica: Ezio Leoni, Adriano Celentano) – 1959
3. Che dritta! – 2:10 (testo: Mauro Coppo – musica: Giulio Libano) – 1960
4. Teddy Girl – 2:15 (testo: Luciano Beretta – musica: Ezio Leoni) – 1959
5. Movimento di rock – 2:10 (testo: Alessandro Colombini – musica: Bruno De Filippi) – 1960
6. Pronto pronto – 1:55 (testo: Luciano Beretta – musica: Ezio Leoni) – 1959
7. Nikita Rock – 2:15 (testo: Piero Vivarelli, Lucio Fulci – musica: Giulio Libano) – 1960